# Sider
Sider (gr. sideros – ‛żelazo’) – najstarszy okres paleoproterozoiku i proterozoiku; trwał od 2,5 do 2,3 mld lat temu. Sider jest starszy od riaku; w poprzedzającej go erze neoarchaicznej nie wyróżniono okresów. Nazwa pochodzi od powstałych w tym czasie rud żelaza. Od połowy tego okresu w wyniku fotosyntezy prowadzanej przez sinice atmosfera zaczęła się intensywnie wzbogacać w tlen, co doprowadziło do wielkiego zdarzenia oksydacyjnego.